# Història de Llagostera
La història de Llagostera és l'evolució del territori i els habitants del terme municipal de Llagostera al llarg dels segles.

## Prehistòria
S'han trobat vestigis de l'Home de Neandertal, de fa uns cent mil anys, al veïnat de Bruguera i a Can Morató de Panedes, en forma de còdols tallats i ascles abundants. De l'espècie humana tal com la coneixem avui, o l'Homo sapiens sapiens, destaquen les restes trobades del Paleolític superior, especialment del període aurinyacià, de fa entre 39.000 i 22.000 anys. S'han trobat jaciments d'aquest període arreu del terme, a Can Crispins, Bruguera, Font de Panedes, Tranquinell, Puig Gros, Carretera de Tossa, Can Rissec i Can Vidal, entre d'altres.
A Can Crispins, una zona rica en aigua, es van trobar una gran quantitat de petits estris de sílex com raspadors, puntes de fletxa i ganivets, que es poden datar des de la primitiva cultura aurinyaciana fins a l'edat del Bronze Antic. La presència d'objectes de sílex pot ser un indicador de les relacions comercials amb altres indrets com Caldes de Malavella i Torroella de Montgrí. Al costat hi van aparèixer objectes de pedra més tardans, com puntes de fletxa, destrals polides, molins de mà barquiformes i alguns fragments de ceràmica, el que evidencia que Can Crispins va ser habitat també almenys entre el neolític mitjà i el bronze antic, fa entre 4.700 i 3.800 anys. Això demostra la presència humana continuada.
També ho corroboren els megàlits trobats en una època en què el megalitisme s'estengué del Rosselló al Llobregat i que va fer de les Gavarres i Cadiretes una de les zones megalítiques més destacades. Trobem conjunts de megàlits a prop de Can Cabanyes, a l'extrem sud-est del terme, i en plena serra de Cadiretes. Destaca especialment la Pedra dels Sacrificis, que és un gran bloc de granit sobre la superfície plana del qual hi ha una inscultura ramiforme amb dues branques, al costat d'un paradolmen i un corredor fet amb pedres. La Roca d'Ivet i la Cova de Can Rissech són elements destacats en aquest sentit.
També hi ha dos menhirs. Un és el menhir d'en Llach, a prop de Can Cabanyes, de granit rosat-negrós i de tipus fal·liforme, que mesura 74 cm d'ample per 76 de gruix, amb una alçada de 265 cm. L'altre menhir és el de Montagut, actualment col·locat en un carrer del nucli urbà de Llagostera, que mesura 2’21 m d'alçada, 86 cm d'amplada i 37 cm de gruix.

## Antiguitat
A partir del segle vii aC van arribar a Catalunya primer els fenicis i després els grecs, que fundaren Empúries, pobles amb els qui s'establiren relacions comercials. Els historiadors apunten que al turó on hi ha el Castell de Llagostera hi hagué un poblat ibèric. De poca altura però amb vessants abruptes, era un lloc de fàcil accés i defensa, però aquesta dada només està corroborada per unes poques troballes de ceràmica. Sant Llorenç és un dels indrets on s'han localitzat objectes de la cultura ibèrica. El febrer de 1966 la descoberta de diverses sitges ibèriques al pla de Maiena van incitar que un grup de llagosterencs iniciessin el Centre d'Estudis de Llagostera, que potencià la investigació del passat de Llagostera durant diversos anys. També s'han trobat sitges a Can Pere Pere i Pocafarina. Entre els elements trobats destaca la Dama de Sant Llorenç, una antefixa de terrissa. Els camps de sitges localitzats s'usaren de la darreria del segle iii aC fins al segle i aC, és a dir, en el període ibèric final, mentre arribaven els romans.
La romanització avança progressivament durant el segle i aC, fins que al tombant de segle la zona està plenament romanitzada. Els romans fundaren les noves ciutats Gerunda, Aquae Calidae i Blandae i substituïren els poblats ibers per les grans explotacions agropecuàries, anomenades vil·les. El jaciment ubicat al centre de Panedes de la Torre dels Moros, on passava el camí ral o la via romana que anava de Girona al mar, mostra un petit conjunt termal de planta quadrangular i amb tres cambres pertanyent a una vil·la romana que no s'ha localitzat.

## Edat mitjana

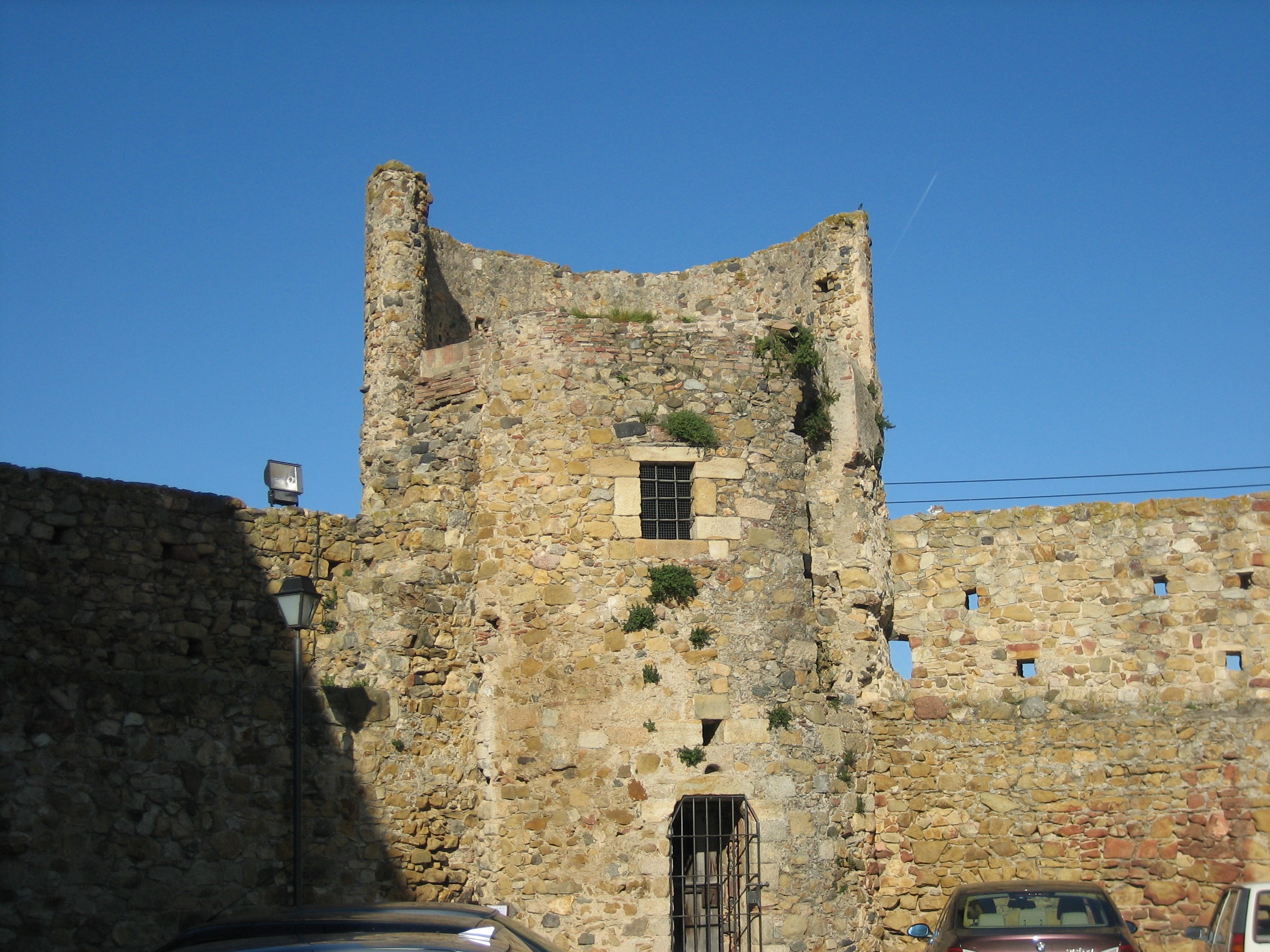
El Castell de Llagostera

La primera menció de Llagostera és d'un document del 855 on el rei francès Carles el Calb confirma que Sancti Felicis de Locustaria és una possessió del monestir occità de Santa Maria de la Grassa. A la dècada del 920 Llagostera era una vall poblada per pagesos lliures que conreaven terres d'alou, i a partir d'aquest moment el feudalisme s'anà imposant. La primera queixa dels pagesos llagosterencs documentada fou el 1162, quan van denunciar l'administrador Arnau de Perella a Ramon Berenguer IV perquè usurpava les collites i explotava els pagesos per a pagar-se una bona vida. L'actuació d'Arnau de Perella va ser el primer pas cap a la venda del castell de Llagostera, un segle després, a un membre de la família dels Rocabertí per a iniciar la senyoria.
El 23 de febrer de 1241 el rei Jaume I concedí a Llagostera, Caldes de Malavella i Santa Seclina la Carta de franqueses de 1241, quan les parròquies formaven una batllia reial, o sigui que depenien directament del rei. El privilegi reial, que redimia els habitants de les poblacions de certes càrregues feudals i els permetia utilitzar els boscos, no fou oblidat, sinó que s'esgrimí amb èxit després de la Guerra del Francès de 1814 per a defensar que els llagosterencs poguessin anar a buscar llenya al bosc i sense èxit el 1820 per a defensar que Llagostera tingués un partit judicial propi. Un monument del 1982 a la plaça del Castell recorda el privilegi de 1241.
Al segle xiii la possessió de Llagostera canvià de mans diverses vegades, però Jaume I mai se'n desprengué del tot. El 1259 Jaume I lliurà a Gerard de Cabrera els rèdits de Llagostera i Caldes de Malavella durant sis anys perquè l'havia ajudat a combatre els rebel·lats Álvaro de Cabrera i Guillem de Fosa. El 1266 Caldes i Llagostera foren concedies a Sunyer i el 1267 tornades a arrendar. Amb la Croada contra la Corona d'Aragó de Felip III de França les muralles foren refugi per als que marxaven de Girona, però Llagostera suposà una gran despesa per al rei, i per això va acabar venent Llagostera a Dalmau VI de Rocabertí per 32.480 sous.
La revolució agrícola medieval fou impulsada a Llagostera per l'energia hidràulica a través del redescobriment dels molins del Ridaura del segle x i les dues fargues del segle xii. Aquestes dues instal·lacions, amb el carbó aportat pels boscos, permetien fabricar noves eines agrícoles i tots els aparells necessaris per al bon funcionament dels molins. L'excedent de producció agrícola, gràcies a aquestes tecnologies, permeté començar a comerciar. Per això el 1324 Llagostera rebé la concessió de fer un mercat setmanal i una fira anual de dues setmanes. Pocs mesos abans d'aquesta concessió el castell i el lloc fos donat per Jaume II a Ot de Montcada i de Pinós, que es casà amb la filla de Roger de Llúria i fou padrí de bateig de Pere el Cerimoniós.
A partir del 1375 Llagostera esdevingué el cap i casal d'un extens territori que comprenia Llagostera, Cassà de la Selva, Caldes de Malavella, Santa Ceclina, Caulers, Franciac, Lloret de Mar i Tossa de Mar sota el nom de la Baronia de Llagostera. El poder generà plets, violència i tensions entre les diverses cases nobiliàries, una tensió que augmentava durant les llargues absències dels barons, i que va arribar al màxim a mitjans del segle xv, quan els remences alçaven la veu contra els impostos. El baró de Llagostera Martí Guerau de Cruïlles es veié obligat a retornar diners als seus propis pagesos, abans d'esclatar la guerra remença entre la Generalitat i el rei. El Castell de Llagostera estigué al bàndol de la Generalitat, i lluità contra el seu propi baró, a favor del bàndol reialista.

## Edat moderna
Al segle xiv la població era eminentment pagesa, però la incipient indústria i els artesans guanyaven protagonisme. Al nucli antic començaven a aparèixer forns de pa, hostals i posades per als forasters. Els teixidors de lli, llana i cànem iniciaven una primitiva indústria tèxtil que arribaria fins al segle xix. La riquesa d'alguns generava pobresa en d'altres, i això arribava sovint a la violència, el bandolerisme i els lladres de camins. Contra els pidolaires s'establí una llei prohibint-los demanar almoina, a la gent armada se'ls condemnava a la galera i a d'altres se'ls tancava a la presó. Es prohibí a la gent de rebre estranys a casa i se'ls obligava a denunciar persones sospitoses sota l'amenaça de càstigs exemplars com ser assotats per botxins.
Els pagesos pagaren els impostos en espècies com sous, ous o gallines fins al 1733. El segle xviii encara hi havia pestes i crisis cícliques però el poble creixia, de manera que va sortir de les muralles del castell creant els primers carrers i incorporant més botigues com una escrivania, una carnisseria, un molí de farina, una fleca, una botiga i un hostal. L'entorn forestal era de roures i brucs, seguits per alzines, alzines sureres, arboços, mòdegues i noguers, però sempre que es podia es plantaven alzines sureres, ja que era la matèria primera de la principal indústria a partir de la segona meitat de segle. Pel que fa a la ramaderia del segle xviii, hi havia 1.462 caps de moltons i ovelles, seguits dels porcs, les vaques, els ases i les cabres. Als camps s'hi cultivaven farratges i cereals com blat mestall, llegums, farratges, sègol, ordi, faves i llegums, així com fruita i verdura. També hi havia oliveres i vinyes, que es cultivaren fins a la fil·loxera de final del segle xix.
Durant la Guerra del Francès a Llagostera hi feren parada tots els exèrcits, el que suposà un greu empobriment del municipi en tots els sentits. Al final de la guerra, el 6 de febrer del 1814, els francesos envaïren i ocuparen el poble durant un mes. El 27 de març de 1814 bona part dels habitants es reuniren a la plaça del castell per celebrar la marxa de l'invasor i l'arribada de Ferran VII.
La formació de l'estat-nació liberal i la consolidació de la propietat privada van plantejar un conflicte recurrent a Llagostera durant el segle xix amb relació al comunal i la seva apropiació. El 18 de febrer de 1842 el periòdic El Constitucional es fa ressò del conflicte i el 27 de febrer de 1842 el regidor i menestral Llorenç Bassets defensa al ple municipal els drets de la població sobre el comunal segons el privilegi de 1240, oposant-se a la pretensió dels hisendats que s'havien associat el dia abans del ple davant un notari de Girona per reclamar-ne la propietat. L'alcalde, Nadal, i un regidor Tomàs Codolar s'hi oposaven, mentre que els altres 2 regidors i el síndic procurador s'hi mostraven a favor. En la sessió del 13 de març els partidaris del comunal demanaven que l'alcalde i el regidor Codolar s'abstinguessin per ser part interessada. Quan els veïns de llagostera entraven als boscos comunals a buscar llenya es trobaven homes armats que els foragitaven. Dues actes de l'Ajuntament refereixen un incident el 16 de març en què l'hisendat Joan Rissech i diversos treballadors seus volen impedir a un grup d'homes i dones anar a tallar llenya. En una reunió de veïns del 15 de maig s'acorda recaptar una contribució extraordinària per sufragar el plet de l'Ajuntament contra els propietaris, decisió que l'hisendat Narcís Llambí va recórrer i guanyar davant la Diputació que nomena un síndic perquè només hi contribueixin els veïns interessats. El 7 d'octubre de 1842 s'edita el manifest "¡Habitantes de Llagostera!" signat pels "patriotas de Llagostera" que denuncia l'apropiació del comunal. Després de les eleccions el 17 de gener de 1843 l'Ajuntament va convocar un referèndum en el qual dos-cents veïns es van reunir i 181 van signar a favor del plet de defensa dels drets comunals. La Diputació va anul·lar les eleccions i el 20 d'octubre d'aquell any va nomenar nous regidors i un alcalde hisendat, Joan Vidal, que va prohibir entrar a les propietats i va establir multes per les infraccions. El conflicte continuava 2 anys després i el 8 de desembre de 1845 l'Ajuntament va intentar una concòrdia sense èxit contactant el síndic Jaume Maymí Viñal que portava les causes contra els propietaris. Una sentència del 12 de juny de 1854 del Jutjat de primera instància de La Bisbal dona la raó al propietari Joan Rissech, però ja en el bienni progressista, el 18 de juliol d'aquell any s'elegia com a alcalde un partidari del comunal que deixava la sentència sense aplicació. El 10 de març de 1855 l'ajuntament decideix consultar la qüestió de "les llenyes del comú" a l'advocat gironí Fernando de León i es nomena una comissió de 4 regidors, entre els quals Llorenç Bassets. El 23 d'abril de 1855 l'ajuntament nomena dos guardaboscos del comunal per protegir els veïns que van a buscar-hi llenya dels empleats del propietari i es forma la "Junta de Administración de Montes" (prevista a l'article 27 de les "Ordenanzas de Montes" de 1833). El 4 de setembre el jutge de la Bisbal amenaça l'ajuntament amb una multa de cinc-cents rals, obliga a retirar els guardaboscos i prohibeix la recollida de llenya. L'Ajuntament publica un ban que acata la sentència temporalment a l'espera de la resolució dels plets; el 10 de març de 1856 el governador informa que l'assumpte s'ha de resoldre als tribunals i l'ajuntament queda dividit sobre si prosseguir la causa o no, la majoria de regidors hi estan a favor, però no l'alcalde, Felicià Prats. Finalment el 5 d'octubre de 1856 l'hisendat Joan Rissech aconsegueix que l'ajuntament aprovi un expedient per nomenar guàrdies particulars jurats per protegir la seva propietat.

## Edat contemporània

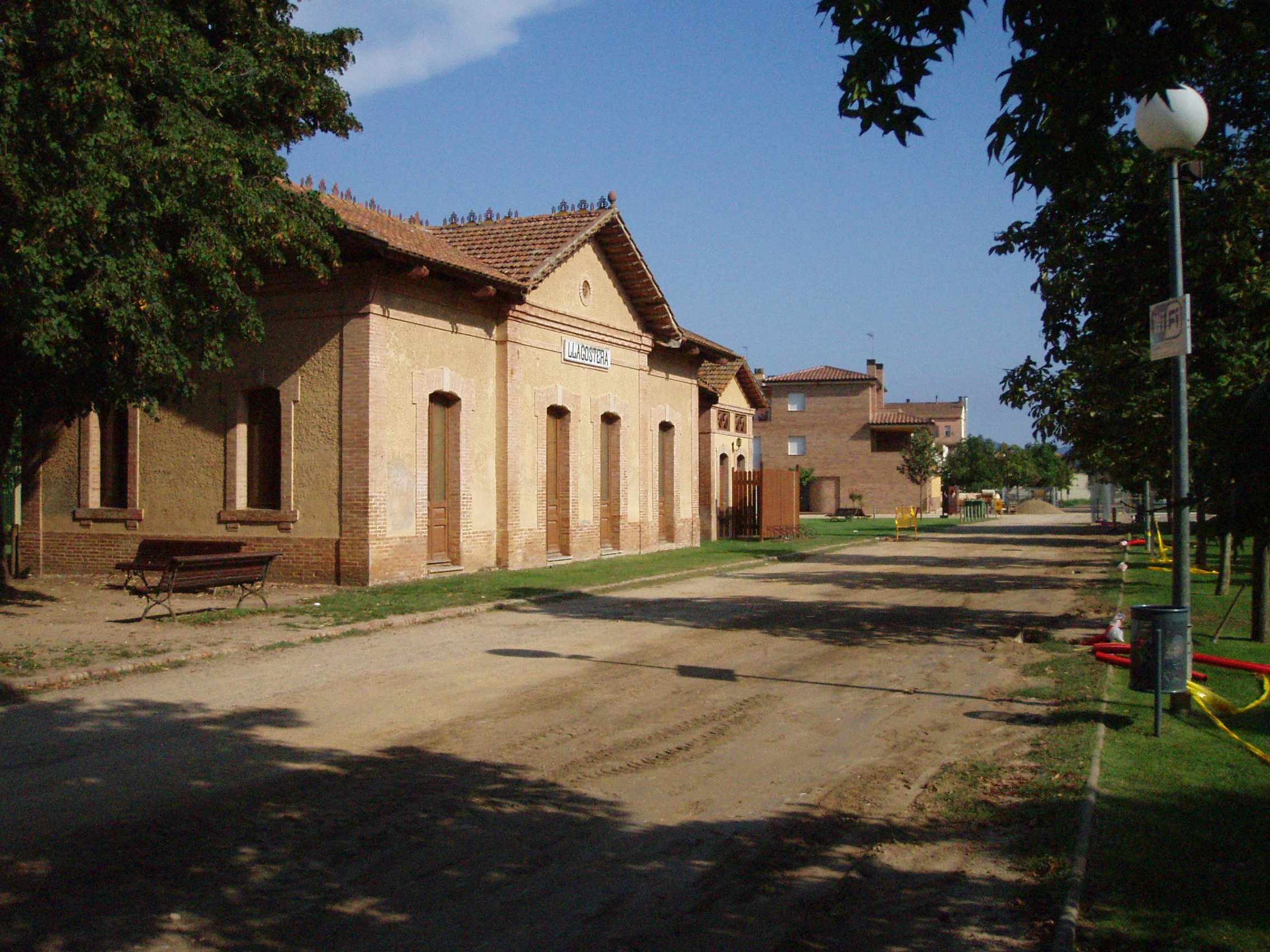
Antiga estació del ferrocarril de Sant Feliu de Guíxols a Girona

### Indústria surera
Llagostera fou una de les primeres poblacions a fabricar taps de suro, ja que es té constància que Josep Provençal, que exercia a la població el 1757, fou un dels primers tapers coneguts. Aquesta indústria fou un element d'expansió econòmica, urbanística i demogràfica, però passà per diverses crisis, provocades per la dependència a la demanda exterior, les diverses polítiques impositives, l'exportació del suro gironí sense elaborar, la mecanització d'altres països europeus i les guerres dels segles XIX i XX. La dècada del 1890 és considerada l'època d'or d'aquesta indústria, un moment en què més d'un miler de persones treballaven en 12 màquines per a produir 1.000 taps al dia.
L'activitat industrial relacionada amb el suro significà al principi del segle xix un creixement demogràfic i urbanístic de la població, alhora que veia néixer una classe obrera incipient. La dona entrà de ple al món laboral, com a treballadora assalariada o des de casa, però el seu sou era dues terceres parts el sou dels homes. És per això que el 1872 es constituí una Federació Local de la Federació Regional Espanyola de l'Associació Internacional de Treballadors (FRE-AIT), encapçalada per la sindicalista llagosterenca Isabel Vilà i Pujol.
El pas per Llagostera del ferrocarril que unia Girona amb Sant Feliu de Guíxols, l'anomenat Carrilet, que s'acabà de construir el 1892, va ser clau per l'impuls industrial del municipi. Els vagons de mercaderies substituïren els carros i les tartanes per a portar suro andalús i extremeny i exportar manufactures sureres cap a França. La millor època per al Carrilet fou la dècada de 1920, però es mantingué, amb alts i baixos, fins que l'estat retirà la subvenció la dècada del 1960 i el tren deixà de circular el 1969.
Els oficis artesanals es multiplicaren durant el segle xix. Funcionava la farinera a vapor de Jaume Roure que es convertiria en una fàbrica d'agulles, la farinera elèctrica dels Finazzi, la fàbrica d'aigües carbòniques, la indústria del sabó, lleixiu i detergents, la fàbrica de llana de suro per omplir matalassos dels Ferrer Boada o el taller de rellotges del passeig Pompeu Fabra. Esclopeters, ferrers, teixidors, serrallers, basters i espardenyers s'instal·laven al nucli antic, mentre que a Sant Llorenç hi havia cinc forns de rajoleria, que es sumaven als pagesos i pastors de sempre. A partir de mitjans del segle xix s'instal·laren fins a 37 molins de vent per a pouar l'aigua per a regar.

### Dinamisme cultural
Políticament, el pròsper municipi a mitjans del segle xix estava integrat al partit de la Bisbal i era més partidari del federalisme que no pas dels carlins. A les parets del Casino Llagosterenc hi havia els retrats de Lincoln, Orsini, Garibaldi i la Taula dels drets i deures del ciutadà. Els federalistes del poble guanyaren les eleccions de després de la revolució de 1868. El 1869 participà en l'aventura del ganxó Pere Caimó que proclamà la República el 1869 a la Bisbal, amb 3.000 homes procedents de Llagostera i altres municipis propers, però les tropes del governamentals assetjaren la Bisbal durant quatre dies. A la tercera guerra carlina, del 1872 al 1876, Llagostera fou sotmesa a un llarg bloqueig.
A la segona meitat del segle xix també aparegueren diverses iniciatives culturals. El 1862 Francesc de Paula Franquesa va crear un “Centro de instrucción” per a donar classes d'aritmètica, dibuix i escriptura a les nits. El 1888 es creà la societat Casino Llagosterenc. L'Escola de Belles Arts de Llagostera, nascuda el 1892, tingué un paper rellevant les primeres dècades del segle xx. El 1900 la passà a dirigir Rafael Mas i Ripoll, i després Pere Mayol i Borrell (1906-1986). Entre d'altres en sortiren pintors com mossèn Josep Gelabert i Rincón (1859-1936), Emili Vilà i Gorgoll (1887-1967) i Enric Marquès i Ribalta (1931-1994), entre d'altres.
Al pas del segle xix i al segle xx es van fundar diversos diaris al poble. El 1895 una colla de joves del poble van fer el diari humorístic quinzenal La Trompeta. Després aparegueren els també humorístics Chantecler i La sembra el 1910. El 1911 aparegué el primer diari no humorístic, el crític La Selva; i el 1917 el del Centre Regionalista, Renovació, i a la dècada del 1920 el mensual Joventut. Aquests diaris evidencien el dinamisme cultural al voltant del canvi de segle, però cap d'aquestes capçaleres arribà a la guerra civil. Abans d'entrar al segle xx, Llagostera comptava amb els elements culturals que marcarien el caràcter del municipi de les dècades següents.
Fins al 1910 l'Ajuntament no dictà l'obligatorietat de l'educació al municipi. Hi havia quatre escoles. Una eren les escoles oficials. Una altra era l'escola de noies de les Carmelites, impulsada per la llagosterenca Maria Gay i Tibau, fundadora de les Religioses de Sant Josep de Girona. També es creà el col·legi Sagrat Cor de Jesús a càrrec dels Germans de La Salle el 1904, que tancà el 1910. La Cooperativa La Regeneradora el 1902 va iniciar una escola laica i moderna pagant millor als mestres, que s'extingí el 1931. Fins a la dècada del 1960 no hi va haver les condicions per a una bona educació per la interinitat dels professors i la manca de locals adequats. Només els professors Abelard Fàbrega i Esteba i Julià Cutiller i Creus van revitalitzar la qualitat de l'ensenyament.
Políticament, la candidatura de Solidaritat Catalana va guanyar de manera aclaparadora les eleccions provincials del 1907, amb més del doble de vots que les altres tres candidatures juntes, entre les quals hi havia l'alcalde federal radical. Fins al 1923 els candidats a diputats provincials s'anaren separant entre els regionalistes de la Lliga i els republicans, mentre la CNT local anava guanyant terreny. L'intent secessionista dels fets del sis d'octubre del 1935 es traduí a Llagostera, el 19 del mateix mes, en la destitució de l'antic ajuntament republicà, amb l'argument d'haver donat suport i haver celebrat la proclamació de l'estat català. La crisi econòmica, social i política generà un profund malestar que s'allargà en el temps.

### Guerra i franquisme
La Generalitat pensà que l'aixecament militar de Franco del 1936 duraria poc, i mentrestant el comitè antifeixista reorganitzà la vida del poble. L'etapa amb més violència de la guerra civil espanyola a Llagostera foren les primeres setmanes. El comitè requisà queviures de fàbriques i cases de pagès per a distribuir-los des de la Plaça Catalunya i omplir botigues. També col·lectivitzà els transports, els paletes, els mecànics, la indústria del suro i la farinera, per sotmetre'ls a la nova economia de guerra. També fou en aquest moment que se saquejà l'església i les propietats de particulars. La CNT no estigué d'acord amb els criteris de la Generalitat de l'octubre del 1936 per a establir els nous ajuntaments i fins al 8 de febrer del 1937 no s'arribà a un acord, en un context de manca crònica de queviures, preus disparats i una desorganització general només pal·liada una mica en espais municipalitzats: a Can Boada s'ensenyava, al Casino Llagosterenc s'hi veien pel·lícules i a la Torre Albertí s'hi instal·là el que quedava del museu.
Les bombes del 1937 caigueren en camps i no hi hagué conseqüències. El 1937 hi havia 426 refugiats a masies com Can Vidal de Llobatera, Can Codolar o Can Rissec, i cases particulars del poble, el que provocà conflictes sobretot pels problemes d'escolarització, la manca de queviures i els robatoris als conreus. El 2 de febrer del 1939 els republicans volaren els ponts de les rieres, però les bombes començaven a sentir-se, fins que arribà l'exèrcit nacional.
Mentre alguns emprenien l'exili, era el moment de recomptar els morts i començà la represàlia franquista i les condemnes a mort. Les institucions del feixisme local foren la Falange local, que va prendre el poder, i l'Auxilio Social, un centre de beneficència i lleure local. Lenadre Calm fou alcalde des del 1946, organitzà pomposes rebudes als dirigents franquistes, inaugurà el camp de futbol i enllestí l'abastament d'aigua potable fins que fou destituït el 1955, quan el substituí Climent Casanovas.
A la dècada del 1960 el boom turístic i la febre de la construcció van ser la causa de la creació de més d'una desena d'urbanitzacions aïllades, algunes de les quals evolucionaren en barraquisme o passaren de ser segona residència a ser la primera. A partir de la dècada del 1950 s'aconseguiren nous equipaments públics, com el clavegueram del 1955 o les escoles del Puig el 1963. La dècada del 1970 es van fer les cases barates i els blocs de pisos de la Cooperativa, però el més destacat fins a la dècada del 1980 fou la recuperació de la Casa de les Vídues, l'engrandiment de la Plaça Catalunya i la compra dels antics terrenys del Carrilet.

### Democràcia
L'arribada de la democràcia es visqué amb incertesa però amb eufòria. Una trentena de persones assistiren a una reunió clandestina a Can Roig per a donar a conèixer les noves forces polítiques. El Bell Matí es renovà amb gent jove, organitzà diverses activitats i promogué activitats per a donar a conèixer els nous partits polítics. L'entitat excursionista va organitzar un seguit de conferències i col·loquis el maig del 1976 al Casino Llagosterenc amb noms com Miquel Roca i Junyent, Macià Alavedra o Josep Pallach i Carolà. A les primeres eleccions municipals democràtiques el 70% dels ciutadans amb dret a vot van acudir a votar a unes eleccions que guanyaria CiU amb el 56% dels vots, seguit pel PSC (31%) i el PSUC (12%).
Les primeres eleccions democràtiques es van celebrar el 3 d'abril del 1979 amb les candidatures encapçalades per Maria Gifre i Rodríguez (CiU), Salvador Parés i Vila (PSC) i Maria Asunción Serra Bou (PSUC). El 70% dels ciutadans amb dret a vot van acudir a votar a unes eleccions que guanyaria CiU amb el 56% dels vots, seguit pel PSC (31%) i el PSUC (12%). La primera etapa es caracteritzà per les dimissions dels socialistes Montserrat Bosch, Salvador Parés i Lluís Nuell, el convergent Joan Soler, la membre del PSUC Maria Serra, i finalment l'alcaldessa, que va deixar l'alcaldia en mans de Josep Codina. Durant aquests primers anys s'elaborà el planejament urbanístic, es canviaren els noms dels carrers, es començà la zona esportiva, es decidí fer la biblioteca a la Casa de les Vídues i s'impulsaren activitats per a fomentar el català.
A les eleccions convocades per al 8 de maig del 1983 es presentaren Josep Puig (CiU), Josep Albà (PSC), Joan Puigdemunt (ERC) i María Asunción Serra (PSUC). El 71% dels electors exerciren el dret a vot per tornar a donar la victòria a CiU (56%), seguida del PSC (29%), ERC (8%) i PSUC (5%). Després de noves dimissions el PSC formà la primera oposició municipal per discrepàncies amb les polítiques d'educació. Durant aquest període es començà la zona industrial, s'impulsà un nou dispensari municipal i es donà una nova empenta a la cultura amb un nou museu d'arqueologia i etnologia. També es va impulsar la llar del jubilat i la Ràdio municipal.
El PSUC no es presentà a les eleccions del 10 de juny del 1987, els llagosterencs hagueren de triar entre Narcís Casas (CiU), Lluís Nuell (PSC) i Alfons Elordi (ERC). Votaren el 67,68% dels electors, que van emetre el 60% dels vots per a CiU, el 24% per al PSC i el 12% per a ERC. D'aquesta manera Casas continuà com a alcalde. Impulsà la nova Plaça Catalunya, el pavelló poliesportiu, semàfors a la carretera i la remodelació de les dependències municipals. A les eleccions del 26 de maig del 1991 es presentà una nova formació totalment independent, encapçalat per Josep Galobardes (Independents de Llagostera), juntament amb Narcís Casas (CiU), Alfons Elordi (ERC) i Lluís Nuell (PSC). Votaren el 68% dels electors, que tornaren a fer alcalde a Casas amb el 45% dels vots, seguit per Independents (33%), PSC (14%) i ERC (5%). En aquesta etapa s'acabaren els projectes iniciats a l'anterior, es va fer la depuradora i es remodelà l'hospital.
A les eleccions del 28 de maig del 1995 s'hi presentà un nou partit, ICV, encapçalat per Lluís Postigo, juntament amb Casas (CiU), Montserrat Pla (PSC), Jordi Noguera (ERC). Votaren el 67,2% dels electors, que donaren el 55% dels vots a CiU, el 18% al PSC, el 15% a ICV i el 10% a ERC. La mort de Casas per un càncer, el 23 de novembre 1996, va ser una baixa molt sentida pel seu paper en la transició democràtica al municipi. Pilar Sancho, tinent d'alcalde, assumiria la batllia del poble, continuista amb la de Casas. Es construïren diverses instal·lacions municipals com una deixalleria municipal, el polivalent i uns nous estudis per la ràdio. També es donà un impuls a la cultura amb la creació de la beca Esteve Fa i l'impuls de la colla gegantera i la promoció amb la campanya Llagostera té un toc.
Amb una CiU renovada, la unió del PSC, ERC i ICV sota Entesa per Llagostera i l'aparició del PP es convocaren les eleccions del 13 de juny del 1999 que desbancarien a CiU. Anaren a votar el 66% dels electors per a donar el 48% dels vots a Lluís Postigo (Entesa), el 44% a Josep Comas (CiU) i el 4% a Gabriel Sánchez (PP). Durant l'etapa de Lluís Postigo s'impulsà la construcció de l'institut, es feren diverses actuacions urbanístiques i s'amplià el CAP. Però el fet més recordat seria l'oposició del municipi a la línia d'Alta Tensió de les Gavarres, que la Generalitat acabaria imposant per decret. El lideratge de Postigo en aquesta pugna dels llagosterencs contra el govern de la Generalitat li permetrien conservar l'alcaldia a les eleccions que se celebraren el 25 de maig de 2003, després de rebre el 56% dels vots, enfront del 41% de CiU i el 2,6% del PP. En aquesta etapa de vuit anys s'iniciaren diversos projectes, començaren i acabaren les obres de la variant de Llagostera, s'impulsà la recollida selectiva i es mantingueren els comptes sanejats. A les eleccions del 2007 Fermí Santamaria (CiU) obtingué el 40,3% dels vots, enfront del 18% del PSC, 13% d'ICV, 13% d'ERC, 10,8% d'IxLl i 4,5% del PP.
El 2001 la construcció de la línia d'alta tensió de Les Gavarres de Fecsa Endesa va tenir la seva oposició més destacada a la població de Llagostera, que es quedà sola contra la infraestructura, un fet que tingué un ampli ressò als mitjans. Els veïns consideraven que passava massa a prop de les cases i perjudicaria la seva salut. L'ajuntament encapçalat per Josep Lluís Postigo i Garcia es convertí en l'últim alcalde en oposar-se a la construcció de la línia. Malgrat l'oposició al projecte, a la fi de setembre del 2001 s'iniciaren les obres amb un fort desplegament dels mossos d'esquadra. Amb el nom de Llagosterix els veïns van fer un irònic acte d'inauguració lúdic-reivindicatiu amb cercaviles acabades les obres. El 2014 la Unió Esportiva Llagostera de futbol assolí la segona divisió espanyola de futbol.